# Vichai Srivaddhanaprabha
Vichai Srivaddhanaprabha, född 4 april 1958 i Bangkok, död 27 oktober 2018 i Leicester i Storbritannien, var en thailändsk affärsman. Han grundade företaget King Power, och var vid sin död huvudägare av fotbollsklubbarna Leicester City FC och Oud-Heverlee Leuven. Han avled efter en helikopterkrasch utanför King Power Stadium i Leicester 2018.